# Выборы в Верховный Совет СССР (1962)
Выборы в Верховный Совет СССР VI-го созыва прошли 18 марта 1962 года.

## Избирательное право
Согласно действующему на тот момент избирательному праву, все кандидаты должны были быть выдвинуты от КПСС, либо от общественных организаций. Однако так или иначе, все общественные организации контролировались партией, а равно подчинялись закону о деятельности общественных организациях от 1931 года, постановляющий наличие в оных партийного правления, а КПСС так и оставалась единственной легальной партией в стране.
Теоретически, избиратели могли проголосовать против КПСС, однако для этого потребовалось бы испортить бюллетень, так как даже пустой бланк признавался как голос за правящую партию. Единственным шансом для непризнания выборов, а равно и протеста против правления партии — явка ниже 50 %, что признавала[кто?] бы выборы недействительными.

## Кандидаты на выборы
Значительная часть депутатов на данных выборах являлись членами КПСС, а оставшиеся — ВЛКСМ, что лишь создавало иллюзию наличия независимых кандидатов на выборах.

## Результаты

### Совет Союза
|                             |                                          |             |        |               |  |  |  |
| Партия                      | Партия                                   | Голосов     | %      | Мест получено |  |  |  |
|                             | Коммунистическая партия Советского Союза | 139 210 431 | 99,47  | 604           |  |  |  |
|                             | Беспартийные                             | 139 210 431 | 99,47  | 187           |  |  |  |
| Против всех                 | Против всех                              | 746 563     | 0,53   |               |  |  |  |
| Всего                       | Всего                                    | 139 956 994 | 100,00 | 791           |  |  |  |
|                             |                                          |             |        |               |  |  |  |
| Действительных бюллетеней   | Действительных бюллетеней                | 139 956 994 | 100,00 |               |  |  |  |
| Недействительных бюллетеней | Недействительных бюллетеней              | 815         | 0,00   |               |  |  |  |
| Всего бюллетеней            | Всего бюллетеней                         | 139 957 809 | 100,00 |               |  |  |  |
| Явка избирателей            | Явка избирателей                         | 140 022 359 | 99,95  |               |  |  |  |

### Совет национальностей
|                             |                                          |             |        |               |  |  |  |
| Партия                      | Партия                                   | Голосов     | %      | Мест получено |  |  |  |
|                             | Коммунистическая партия Советского Союза | 139 391 455 | 99,60  | 490           |  |  |  |
|                             | Беспартийные                             | 139 391 455 | 99,60  | 162           |  |  |  |
| Против всех                 | Против всех                              | 565 648     | 0,40   |               |  |  |  |
| Всего                       | Всего                                    | 139 957 103 | 100,00 | 652           |  |  |  |
|                             |                                          |             |        |               |  |  |  |
| Действительных бюллетеней   | Действительных бюллетеней                | 139 957 103 | 100,00 |               |  |  |  |
| Недействительных бюллетеней | Недействительных бюллетеней              | 706         | 0,00   |               |  |  |  |
| Всего бюллетеней            | Всего бюллетеней                         | 139 957 809 | 100,00 |               |  |  |  |
| Явка избирателей            | Явка избирателей                         | 140 022 359 | 99,95  |               |  |  |  |